# Nelson Rockefeller
Nelson Aldrich Rockefeller (8. července 1908 Bar Harbor, Maine – 26. ledna 1979 New York, New York) byl americký státník a politik. Je jedním ze dvou viceprezidentů USA, který se do funkce nedostal během voleb (dalším je Gerald Ford).

## Život
Byl vnukem Johna D. Rockefellera. Pracoval na ministerstvu zahraničních věcí (1940–1951), v letech 1954–1955 jako zvláštní poradce prezidenta Eisenhowera. Od roku 1959 do 18. prosince 1973 byl guvernérem státu New York. V roce 1964 neúspěšně kandidoval na prezidenta, prohrál republikánskou nominaci s Barrym Goldwaterem. Poté se stal členem komise pro studium národnostních problémů a šetření vodou.
Prezident Gerald Ford jej nominoval na uvolněné místo viceprezidenta USA. Obě komory Kongresu USA jej schválily potřebnými dvěma třetinami hlasů. Dne 19. prosince 1974 se složením přísahy se stal 41. viceprezidentem USA. Byl druhým viceprezidentem USA zvoleným podle XXV. dodatku Ústavy Spojených států amerických. Funkci zastával do 20. ledna 1977.
Zemřel 26. ledna 1979 na infarkt myokardu.